# Euproctis mesostiba
Euproctis mesostiba är en fjärilsart som beskrevs av Collenette 1938. Euproctis mesostiba ingår i släktet Euproctis och familjen tofsspinnare. Inga underarter finns listade i Catalogue of Life.